# Weitenegg
Weitenegg ist eine Ortschaft und eine Katastralgemeinde der niederösterreichischen Marktgemeinde Leiben im Bezirk Melk. Das Dorf liegt am linken Ufer der Donau an der Mündung des Weitenbaches. In Weitenegg beginnt auch die Weitental Straße, die bis nach Pöggstall führt.
Ursprünglich war Weitenegg eine eigenständige Gemeinde und wurde 1972 zwangsweise in die Gemeinde Leiben eingemeindet.

## Geschichte
Laut Adressbuch von Österreich waren im Jahr 1938 in der Marktgemeinde Weitenegg ein Bäcker, eine Farbenfabrik, ein Fleischer, ein Gärtner, ein Gastwirt, ein Gemischtwarenhändler, eine Milchgenossenschaft, ein Sägewerk und eine Schneiderin ansässig.

## Siedlungsentwicklung
Zum Jahreswechsel 1979/1980 befanden sich in der Katastralgemeinde Weitenegg insgesamt 56 Bauflächen mit 15.685 m² und 28 Gärten auf 16.137 m², 1989/1990 gab es 56 Bauflächen. 1999/2000 war die Zahl der Bauflächen auf 102 angewachsen und 2009/2010 bestanden 57 Gebäude auf 101 Bauflächen.

## Bauwerke
Die Burgruine Weitenegg, eine auf einem schmalen in Ost-West-Richtung verlaufenden, hohen Bergrücken stehende Ruine, stammt in ihren ältesten Bauteilen aus dem 12. Jahrhundert und wurde im 17. Jahrhundert erweitert. Der östliche Bergfried wurde 1870 fast zur Gänze abgetragen und als Baumaterial der darunter liegenden Ultramarinfabrik verwendet.
Unterhalb der Burgruine befindet sich die Ultramarinfabrik Weitenegg, die im zweiten Viertel des 19. Jahrhunderts errichtet wurde und ihre Erzeugnisse bis in den Fernen Osten exportierte.

## Bodennutzung
Die Katastralgemeinde ist land- und forstwirtschaftlich geprägt. 51 Hektar wurden zum Jahreswechsel 1979/1980 landwirtschaftlich genutzt und 58 Hektar waren forstwirtschaftlich geführte Waldflächen. 1999/2000 wurde auf 62 Hektar Landwirtschaft betrieben und 35 Hektar waren als forstwirtschaftlich genutzte Flächen ausgewiesen. Ende 2018 waren 56 Hektar als landwirtschaftliche Flächen genutzt und Forstwirtschaft wurde auf 35 Hektar betrieben. Die durchschnittliche Bodenklimazahl von Weitenegg beträgt 34,3 (Stand 2010).

## Persönlichkeiten
- Charlotte Walther-Wipplinger (1911–1992), Malerin, lebte zeitweise in Weitenegg
- Moje Menhardt (* 1934), Malerin, lebt in Weitenegg